# Most 100-lecia Niepodległości Rzeczypospolitej
Most 100-lecia Niepodległości Rzeczypospolitej (również Most 100-lecia Odzyskania Niepodległości) – most zwodzony nad Martwą Wisłą, na szlaku drogi wojewódzkiej nr 501 łączący wieś Wiślinka z dzielnicą miasta Gdańsk – Wyspą Sobieszewską.

## Historia
Most został zbudowany w latach 2017–2018 przez konsorcjum firm Metrostav (lider) wraz z Vistal Gdynia i Vistal Infrastructure.
W 2005 roku władze Gdańska zapowiedziały budowę nowego, niskowodnego mostu stałego przęsłami zwodzonymi o nośności 50 ton. Ze względu na brak środków finansowych, przetarg na budowę ogłoszono 31 marca 2016 roku. Zwycięska oferta opiewała na kwotę 57,1 mln zł, przy zaplanowanym przez inwestora budżecie 71 mln zł.

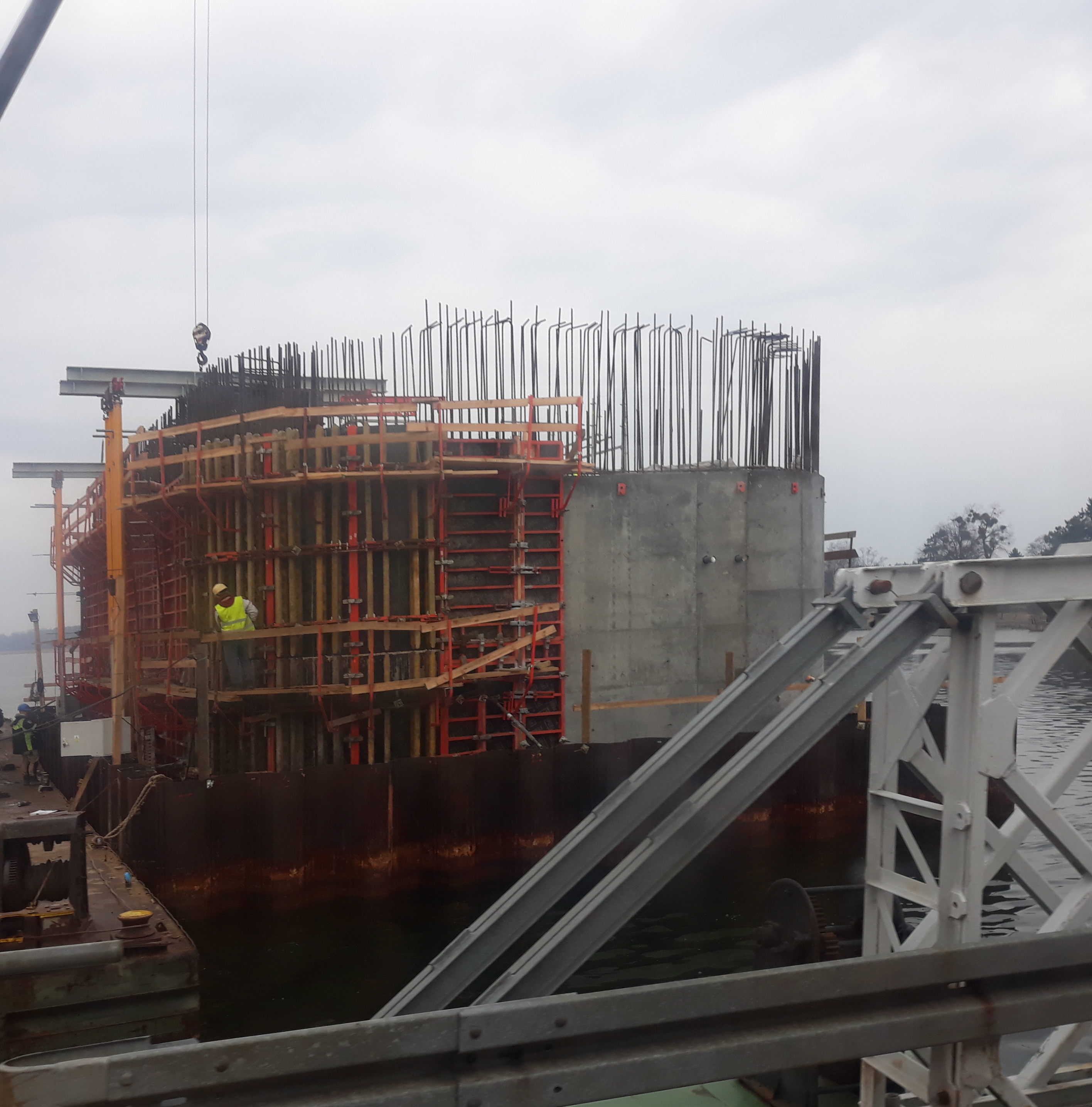
Budowa mostu zwodzonego, 2018

Symboliczne wbicie pierwszej łopaty nastąpiło we wrześniu 2016 roku. Prace budowlane rozpoczęto w styczniu 2017 roku.
W maju 2016 roku przyznano dofinansowanie na realizację I etapu inwestycji w kwocie 16,6 mln zł, a w czerwcu 2017 roku kolejne 11 mln zł na II etap prac.
20 czerwca 2018 roku zakończono budowę konstrukcji w Gdyni, a 12 lipca 2018 roku elementy mostu zostały przetransportowane barką na Wyspę Sobieszewską w celu montażu konstrukcji głównej mostu oraz przęseł i mechanizmów służących do podnoszenia. Najbardziej skomplikowany i widowiskowy etap budowy (montaż 320-tonowych przęseł zwodzonych) odbywał się w dniach 16-19 lipca (od strony Sobieszewa) i 23-26 lipca 2018 roku (od strony Wiślinki).
5 maja 2018 roku dźwig pływający, dokonał montażu 25-metrowych belek przęseł mostu o masie 25 t każda. We wrześniu 2018 roku rozpoczęto próby obciążeniowe mostu. 7 listopada 2018 roku most przeszedł kontrolę nadzoru budowlanego.
Otwarcie mostu 100-lecia Odzyskania Niepodległości Polski nastąpiło 10 listopada 2018 roku o godzinie 14:30.

## Charakterystyka techniczna
Most zwodzony w Sobieszewie ma długość całkowitą 181,5 m i szerokość 14,92 m. Konstrukcja o długości 173 m zawieszona jest ok. 5 m nad lustrem wody. Rozpiętość przęseł zwodzonych to 59,5 m, szerokość jezdni – 7 m, jednostronnego chodnika – 2 m, drogi rowerowej – 2,4 m.
Przęsła mostu otwierają się w ciągu 2 minut. 

## Stary most pontonowy
Istniejący w latach 1973–2018 stary Most Sobieszewski był najdłuższym mostem pontonowym w Polsce.

## Galeria

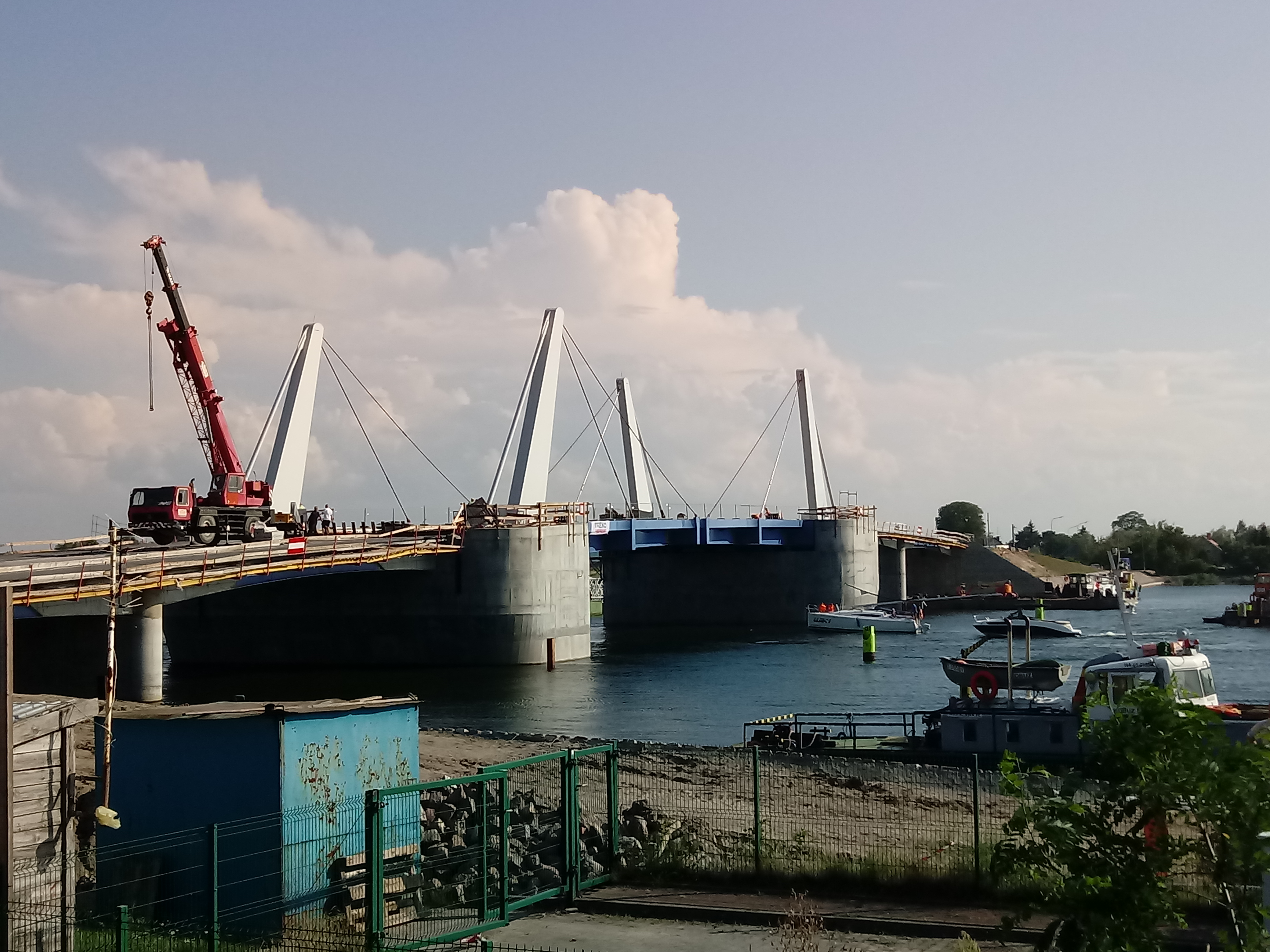
Most w trakcie budowy, 2018
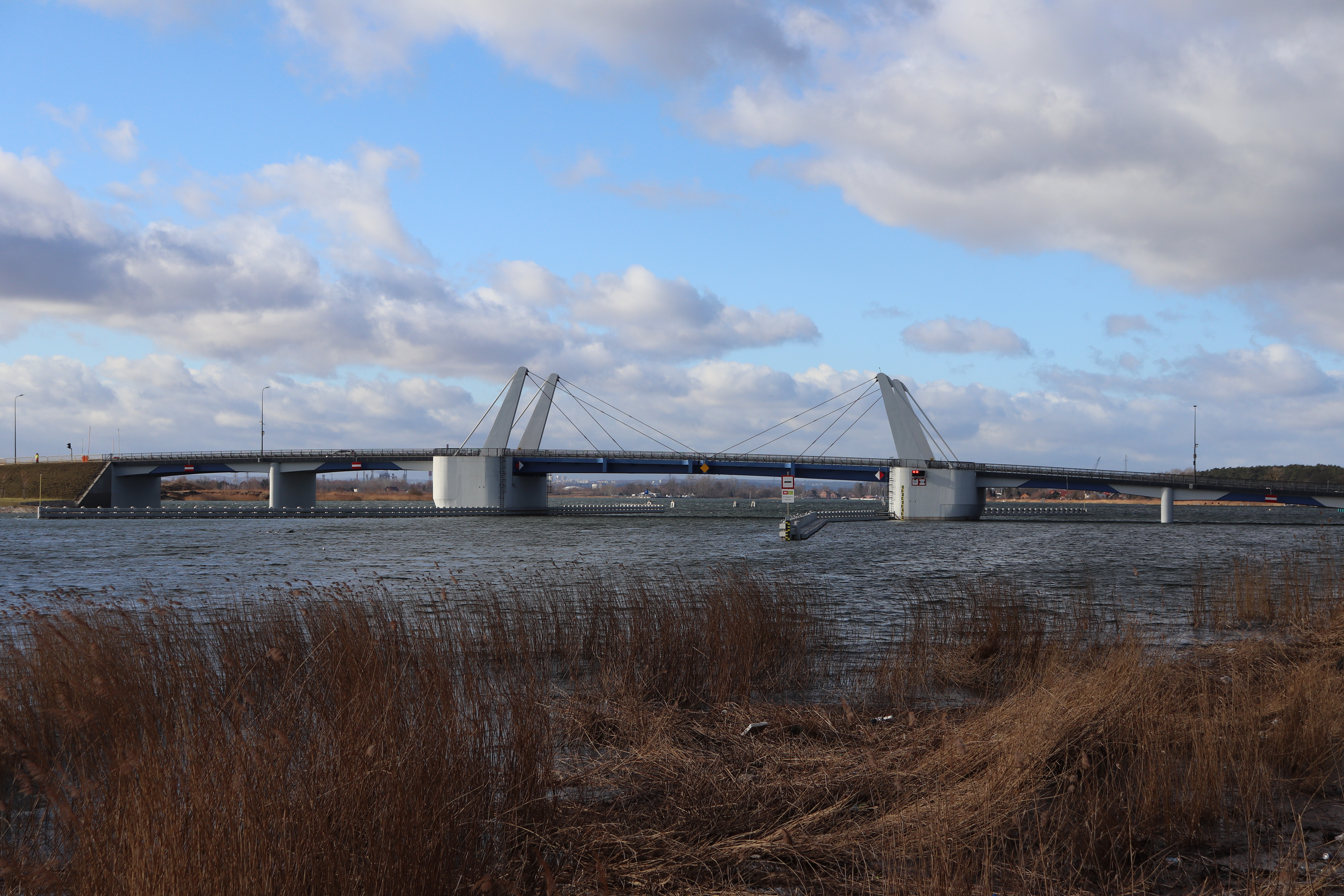
Most z opuszczonymi przęsłami, 2022